# Nexans
Nexans este o companie franceză care este cel mai mare producător de cablaje din lume.
A fost înființată în anul 2000, când s-a desprins din compania Alcatel, preluând astfel activitățile legate de producția de cabluri folosite în infrastructura energetică și de comunicații, industrie, transpoturi.
Nexans, listată la bursa din Paris din 2001, este prezentă în peste 30 de țări, având la nivel mondial un număr de 21.000 de angajați în anul 2007.
Cifra de afaceri în 2006: 7,5 miliarde euro

## Nexans în România
Compania este prezentă în România din 2001 cu o reprezentanță de vânzări, primul centru local de producție fiind înființat în 2003 la Chișineu Criș în județul Arad.
Acesta este destinat producției de cablaje electrice pentru modelul Dacia Logan, precum și pentru alți constructori, precum BMW și Chrysler.
Compania deține în total trei facilități de producție, situate în județul Arad, unde are peste 1.200 de angajați.
Nexans mai deține pe piața românească și compania Electrocontact, cu unități de producție de harnasamente auto în județul Timiș.
Cifra de afaceri în 2006: 30 milioane euro